# Kuala Cenaku (plaats)
Kuala Cenaku is een bestuurslaag in het regentschap Indragiri Hulu van de provincie Riau, Indonesië. Kuala Cenaku telt 1569 inwoners (volkstelling 2010).